# 西安普敦 (紐約州)
西安普敦（英語：Westhampton）是位於美國紐約州薩福克縣的普查規定居民點。

## 人口
根據2020年美國人口普查的數據，西安普敦的面積為38.47平方千米，當中陸地面積為32.75平方千米，而水域面積為5.72平方千米。當地共有人口3621人，而人口密度為每平方千米94.13人。